# I Just Can't Stop Loving You
«I Just Can't Stop Loving You» (з англ. «Я просто не можу перестати любити тебе») — популярна балада американського дуету Майкла Джексона та Сьєди Ґарретт, що ввійшла у сьомий альбом Майкла Bad. Спочатку, пісня, написана Джексоном, повинна була виконуватися у дуеті з Барбарою Стрейзанд чи Вітні Х'юстон. Навіть Ареті Франклін та Агнеті Фельтскуг були надіслані пропозиції щодо дуету, але всі чотири відмовились. Тоді Сьєда Ґарретт, яка написала для Джексона Man in the Mirror, неочікувано сама запропонувала свою кандидатуру. Пісня стала першою з нового альбому співака, що досягла першого місця у Billboard Hot 100.
| Чарт (1987)                                  | Пікова позиція |
| -------------------------------------------- | -------------- |
| Australian Singles Chart                     | 10             |
| Austrian Singles Chart                       | 5              |
| Belgium Singles Chart                        | 1              |
| Canadian Singles Chart                       | 2              |
| Danish Singles Chart                         | 1              |
| Dutch Singles Chart                          | 1              |
| Eurochart Hot 100 Singles                    | 1              |
| French Singles Chart                         | 12             |
| German Singles Chart                         | 2              |
| Irish Singles Chart                          | 1              |
| Italian Singles Chart                        | 1              |
| Japan Singles Chart (International Singles)  | 3              |
| New Zealand RIANZ Singles Chart              | 3              |
| Norwegian Singles Chart                      | 1              |
| Spanish Singles Chart                        | 1              |
| Swedish Singles Chart                        | 4              |
| Swiss Singles Chart                          | 2              |
| UK Singles Chart                             | 1              |
| U.S. Billboard Hot 100                       | 1              |
| U.S. Billboard Hot Adult Contemporary Tracks | 1              |
| U.S. Billboard Hot R&B/Hip-Hop Songs         | 1              |
| Чарт (2009)                                  | Пікова позиція |
| Swiss Singles Chart                          | 40             |
| UK Singles Chart                             | 78             |